# قصف ضحيان 2018
في 9 آب/أغسطس من عام 2018، قصفت قوات التحالف بقيادة المملكة العربية السعودية حافلة مدرسية في سوق مزدحمة في ضحيان داخل محافظة صعدة في اليمن بالقُرب من الحدود مع السعودية. قُتل خلال الهجوم 29 طفلا على الأقل ما دُونَ الخمسة عشر سنة، بل إنّ معظمهم تحت سن العاشرة. ارتفعت حصيلة القتلى في وقت لاحق حيث وصلت -حسب المتحدث باسم وزارة الصحة اليمنية- إلى 50 شخصًا.

## الهجوم
وفقا لمنظمة إنقاذ الأطفال -غير الحكومية- فإن الأطفال كانوا على متن حافلة متجهة إلى نزهة وقت الهجوم عندما توقف السائق للحصول على مشروب في منطقة ضحيان. كان الكثير من الأطفال يرتدون حقائب ظهر ملونة بالأزرق وتعود لليونيسيف حصلوا عليها كشكل من أشكال الإغاثة الإنسانية. وفقا للجنة الدولية للصليب الأحمر فإن الهجوم أسفر عن مقتل مجموعة أطفال تحت سنّ العاشرة لا علاقة لهم بالحرب الدائرة في اليمن لا من قريب ولا من بعيد.

## التغطية الإعلامية
غطّت قناة المسيرة -التابعة للحوثيين- الهجوم على حافلة الأطفال ومنها استقت باقي القنوات العربية والعالمية الخبر على غرار بي بي سي عربية وقناة الجزيرة. تم التأكد من حصول الهجوم عقب انتشار عددٍ من مقاطع الفيديو على موقع تويتر تُصوّر ما تبقى من الحافلة وأشلاء الأطفال والجرحى. استنكرت العديد من الجهات -الدولية وغير الدولية- ما حصل أمّا التحالف بقيادة السعودية والإمارات فقد أصدر بيانًا في وقت لاحق ذكر فيه أنه أجرى غارة جوية فعلا على صعدة لكنه أكّد في الوقت ذاته على استهداف منصات إطلاق صواريخ وليس حافلة أطفال.

## ردود الفعل
- السعودية: ذكرت وكالة الأنباء الرسمية السعودية أن الهجوم عبارة عن "عمل عسكري" استهدفت العناصر المسؤولة عن الهجوم الصاروخي على مدينة جازان يوم الأربعاء.[8] وذكر بيان الوكالة "أن الضربات الجوية" كانت تتفق مع القوانين الدولية والإنسانية". ادعت الوكالة كذلك أن الحوثيين -كانوا ولا زالوا- يستخدمون الأطفال كدروع بشرية.
- الأمم المتحدة: أدان أمين عام الأمم المتحدة أنطونيو غوتيريس الهجوم ودعا إلى تحقيق فوري ومُستقل من أجل معرفة الجاني والدوافع.
- أدانت اليونيسيف الهجوم بشدة حيث قالت: «نشعر بالرعب ممّا حصل من هجوم على حافلة مدرسية في اليمن. خلال هذه الحرب قُتل العديد من الأطفال الأبرياء وشوهوا آخرون بالرغم من ارتدائهم حقائب ظهر تابعة لنا! ... يجب ألا يكون الأطفال هدفا خلال هذه الحرب؟»[9]
  - نشرت مديرة اليونيسيف هنرييتا فور تغريدة على حسابها في تويتر قالت فيها: «الاعتداءات على الأطفال أمر غير مقبول على الإطلاق ... كفى!»[10]
- الولايات المتحدة: ذكرت المتحدثة باسم وزارة الخارجية الأمريكية السيدة هيذر نويرت أن الولايات المتحدة «تشعر بالتأكيد بالقلق إزاء التقارير التي تُفيد بوجود هجوم أسفر عن مقتل عدد من المدنيين» ثم دعت المملكة العربية السعودية لإجراء تحقيق فيما حصل.[11]